# Soren Thompson
Soren Hunter Miles Sussman Thompson (San Diego, 5 de mayo de 1981) es un deportista estadounidense que compitió en esgrima, especialista en la modalidad de espada.
Ganó una medalla de oro en el Campeonato Mundial de Esgrima de 2012, en la prueba por equipos. Participó en dos Juegos Olímpicos de Verano, ocupando el sexto lugar en Atenas 2004, en el torneo por equipos, y el 19.º en Londres 2012, en la prueba individual.

## Palmarés internacional
| Campeonato Mundial | Campeonato Mundial | Campeonato Mundial | Campeonato Mundial |
| Año                | Lugar              | Medalla            | Prueba             |
| ------------------ | ------------------ | ------------------ | ------------------ |
| 2012               | Kiev (Ucrania)     | Medalla de oro     | Espada por equipos |